# Péninsule de Delimara

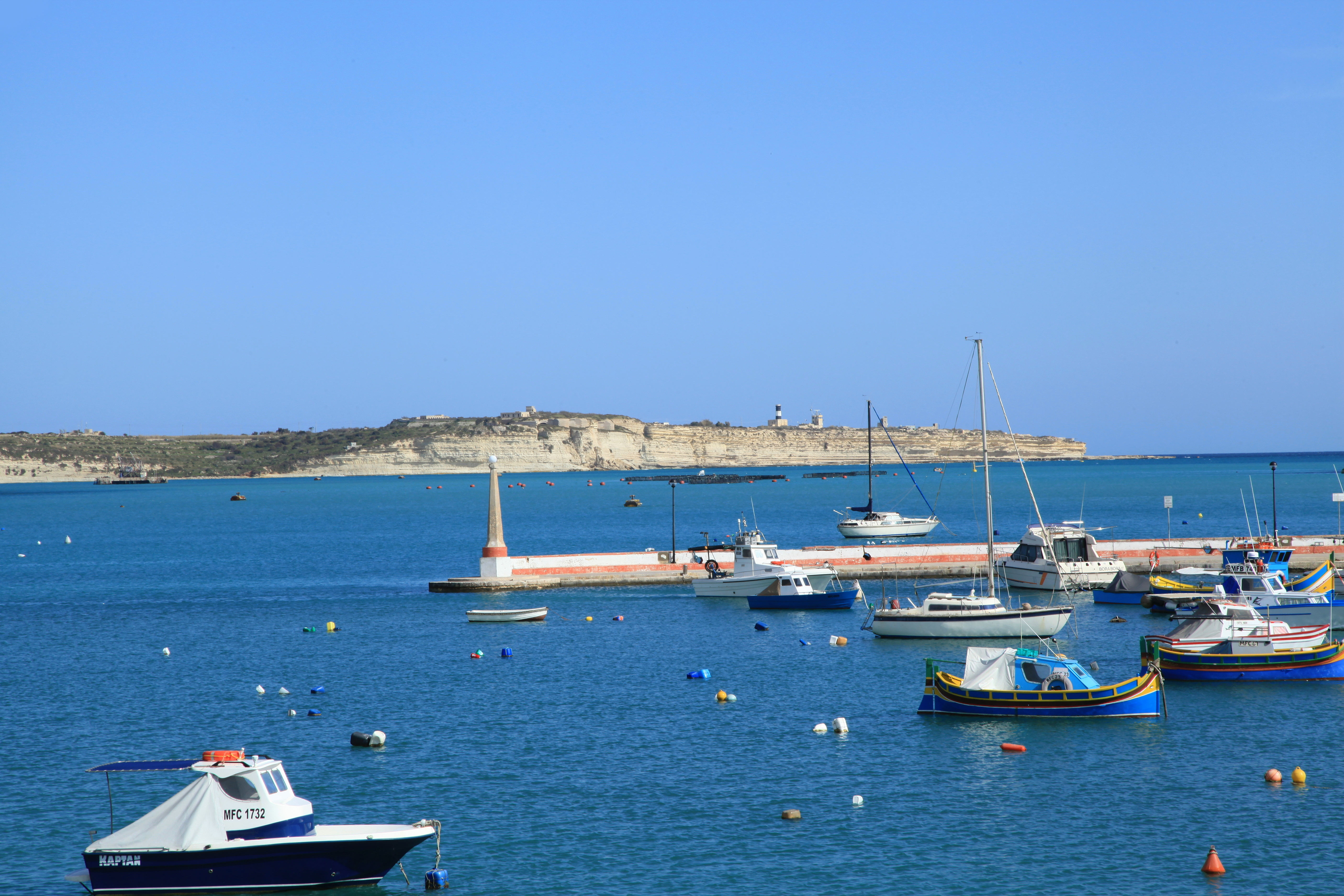
Vue de Delimara

La péninsule de Delimara (Peniżola ta' Delimara en maltais, Delimara Peninsula en anglais) est une bande de terre bordée de falaises et de criques qui ferme le côté est de la baie de Marsaxlokk au sud-est de l'île de Malte,.

## Description
La côte ouest de la péninsule est découpée de plusieurs criques : Il-Kalanka tal-Gidien, Il-Qala t-Tawwalija, Peter's Pool et Il-Ħofra ż-Żgħira recherchées pour les activités balnéaires. Ces criques sont séparées les unes des autres par des pointes : Ponta tal-Gidien, Ponta tal-Tumbrell, Ponta ż-Żgħira et Ras il-Fenek. À l'extrémité de la péninsule se trouve la pointe de Delimara (Ponta ta' Delimara en maltais, Delimara Point en anglais) bordée de marais salants taillés dans la roche calcaire,.

## Constructions remarquables
Sur sa côte ouest, à l'intérieur de la baie, la falaise Rdum il-Biez a été fortement échancrée pour permettre la construction de la deuxième, et plus puissante, usine thermique de production d'électricité du pays. Plus au sud, vers la pointe, les Britanniques ont construit en 1881 un fort, le fort Delimara,, pour protéger l'entrée de la baie, aujourd'hui marquée par un phare-sémaphore le phare de Delimara,. Au nord l'accès à la péninsule est protégé par le fort Tas-Silġ,,. Le point le plus haut de la colline est occupé par le site antique de Tas-Silġ.

## Sources
- (mt) Alfi Guillaumer, Bliet u Rħula Maltin, Klabb Kotba Maltin, Malta, 2002
- (en) Douglas Lockhart, Sue Ashton, Landscapes of Malta,Gozo and Comino, Sunflower Book, London, 1993
- (en) Juliet Rix, Malta and Gozo, Brad Travel Guide, Angleterre, 2010,
- (en) George A. Said-Zammit, The Architectural Heritage of the Malteses Islands, Minor SeminaryPublication, Mala, 2008
- (en) Charles Stephenson, The Fortifications of Malta, 1530-1945, Osprey Publishing, Oxford, 2004